# Hitaveita Suðurnesja
Hitaveita Suðurnesja (souvent abrégé HS hf) est une entreprise islandaise de production et de distribution d'électricité et du chauffage produit à partir de la géothermie. En 2008, la compagnie a été scindée en HS Orka hf, chargée de la production et de la vente de l'électricité et de l'eau chaude, et HS Veitur hf, chargée de la distribution. HS Veitur hf est détenue par les municipalités de la région de Suðurnes, principalement Reykjanesbær (66,7 %) et Hafnarfjörður (15,4 %), ainsi que par Orkuveita Reykjavíkur (16,6 %) . Depuis 2010, la compagnie HS Orka est détenue à 98,5 % par le groupe canadien Magma Energy.

## Histoire
Durant les années 1950, les municipalités de la région de Suðurnes comprirent qu'elles devaient travailler ensemble si elles voulaient utiliser le potentiel géothermique de la région pour fournir du chauffage à leurs habitants. En 1969, la ville de Grindavík commença à étudier la possibilité d'une centrale géothermique dans la zone de Svartsengi. En 1973, les municipalités de Suðurnes décidèrent la création de Hitaveita Suðurnesja (comité du chauffage de Suðurnes) pour gérer la construction et l'exploitation de cette centrale. La société fut officiellement fondée le 31 décembre 1974. À sa création, l'entreprise fut détenue à 40 % par le gouvernement islandais, et le reste fut réparti entre les municipalités au ratio de leur population du 1er décembre.
En 2008, l'activité de production et la distribution furent séparées, amenant à la création de HS Orka hf et HS Veitur hf. Cette décision fait suite à la décision du gouvernement islandais de séparer ces deux activités dans toutes les entreprises du secteur.

## Centrale
HS Orka possède principalement deux importantes centrales géothermique : celle de Svartsengi (75 MWe et 150 MWth) et celle de Reykjanes (100 MWe), toutes deux situées sur la Reykjanesskagi.